# Tramonto (Giorgione)
Il Tramonto è un dipinto a olio su tela (73,3x91,5 cm) di Giorgione, databile al 1505-1508 circa e conservato nella National Gallery a Londra.

## Storia e descrizione
L'opera, che è nel museo londinese dal 1961, mostra un ampio paesaggio in cui sono inserite alcune piccole figure. Si tratta di san Giorgio su un cavallo impennato, che uccide il drago, di san Rocco e del suo assistente Gottardo, che si prende cura dell'ulcera sulla coscia di Rocco. La presenza del santo protettore delle pestilenze (Rocco), farebbe pensare a un dipinto eseguito come ringraziamento per la fine della peste del 1504 in Veneto.
All'estrema destra si intravede poi sant'Antonio Abate in una caverna. Giorgio e Antonio sono simboli della vittoria sul male. La parte destra è comunque in larga parte dovuta ad un restauro della metà del XX secolo; agli anni trenta risale anche il poetico titolo con cui l'opera è conosciuta.
Come nella Tempesta, i due gruppi di personaggi sono divisi da un torrente. Strani esseri, come il volatile col grosso becco aperto o l'animale goffo nell'acqua, richiamano Bosch, del quale esistevano tre trittici nella collezione Grimani a Venezia.
Protagonista è comunque il paesaggio, che si apre scenograficamente con una vallata tra le due quinte scure del boschetto e della rupe scoscesa. In questa opera Giorgione rinunciò alla minuzia descrittiva dei primi dipinti (come la Prova di Mosè e il Giudizio di Salomone agli Uffizi), per arrivare ad un impasto cromatico più ricco e sfumato, memore della prospettiva aerea leonardiana, ma anche delle suggestioni nordiche, della scuola danubiana. La straordinaria tessitura luminosa è leggibile, ad esempio, nella paziente tessitura del fogliame degli alberi e del loro contrasto con lo sfondo del cielo nebuloso. La luce è calda e dorata e forma un connettivo atmosferico che lega le figure con l'ambiente.